# Henri Konan Bédié
Aimé Henri Konan Bédié, född 5 maj 1934 i Daoukro, död 1 augusti 2023 i Abidjan, var en ivoriansk jurist och politiker som var Elfenbenskustens president 1993–1999.
Bédié gjorde först diplomatisk karriär, och innehade senare posterna som finansminister 1968–1975 och Nationalförsamlingens president 1980–1993. Han var president i landet från 1993 till dess att han störtades i en kupp av Robert Guéï 1999.
I november 2021, i slutet av PDCI-symposiet, åtog sig Bédié och hans politiska parti att utse en särskild rådgivare med ansvar för försoning. Hans val föll på Noël Akossi Bendjo, tidigare borgmästare i Le Plateau och vice ordförande för partiet.